# Harry Schmidt (Moderner Fünfkämpfer)
Harry Cecil Schmidt (* 19. März 1916 in Queenstown; † 13. Februar 1977 in Kapstadt) war ein südafrikanischer Moderner Fünfkämpfer.
Schmidt belegte bei den Olympischen Sommerspielen 1952 in Helsinki im Einzelwettbewerb den 50. Platz. Bei den Olympischen Sommerspielen 1956 in Melbourne verbesserte er sich im Einzelwettbewerb auf Platz 36. Zudem nahm er auch am Mannschaftswettbewerb teil, jedoch beendete das südafrikanische Team den Wettkampf nicht.